# 長榮空廚
長榮空廚股份有限公司是台灣一家空廚公司，成立於1993年10月20日，專責長榮航空及其代理航空公司，空中餐飲、免稅品服務。

## 外部連結
- 長榮空廚 （页面存档备份，存于）